# Pythio
Pythio (griechisch Πύθιο [ˈpiθjɔ] (n. sg.), bulgarisch Кулели Бургас, türkisch Kuleliburgaz) ist der östlichste Ort auf dem griechischen Festland. Zusammen mit den kleineren Siedlungen Rigio und Stathmos bildet das Dorf die Ortsgemeinschaft Pythio (Τοπική Κοινότητα Πυθίου Topikí Kinótita Pythíou) im Gemeindebezirk Didymoticho der Gemeinde Didymoticho in der Region Ostmakedonien und Thrakien.

## Lage
Die Ortsgemeinschaft Pythio liegt im äußersten Osten des griechischen Festlandes, wo der Evros die natürliche griechisch-türkische Grenze bildet. Benachbarte Ortsgemeinschaften sind Sofiko im Norden Asimeni und Prangi im Westen sowie Petrades im Süden. Das Dorf selbst liegt auf dem Hochgestade am Westufer eines Evros-Nebenflusses.

## Geschichte

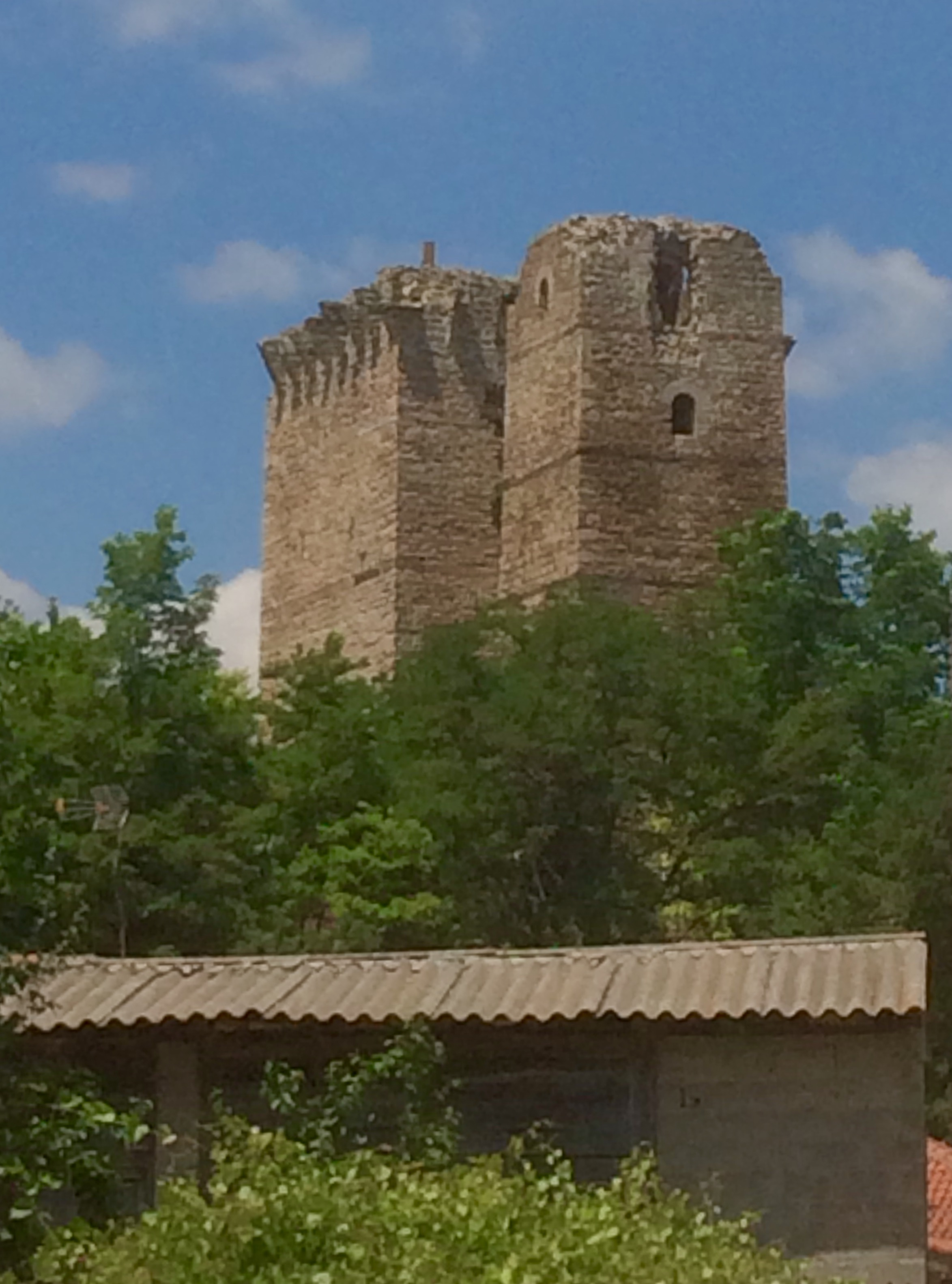
Byzantinische Burgruine in Pythio

Im Mittelalter war Pithion Zentrum der Ländereien des mächtigen Regenten und späteren byzantinischen Kaiser Johannes VI. Kantakuzenos. Um 1320 ließ er eine Burg errichten, die Ruine liegt am nordöstlichen Dorfrand.

## Bahnhof

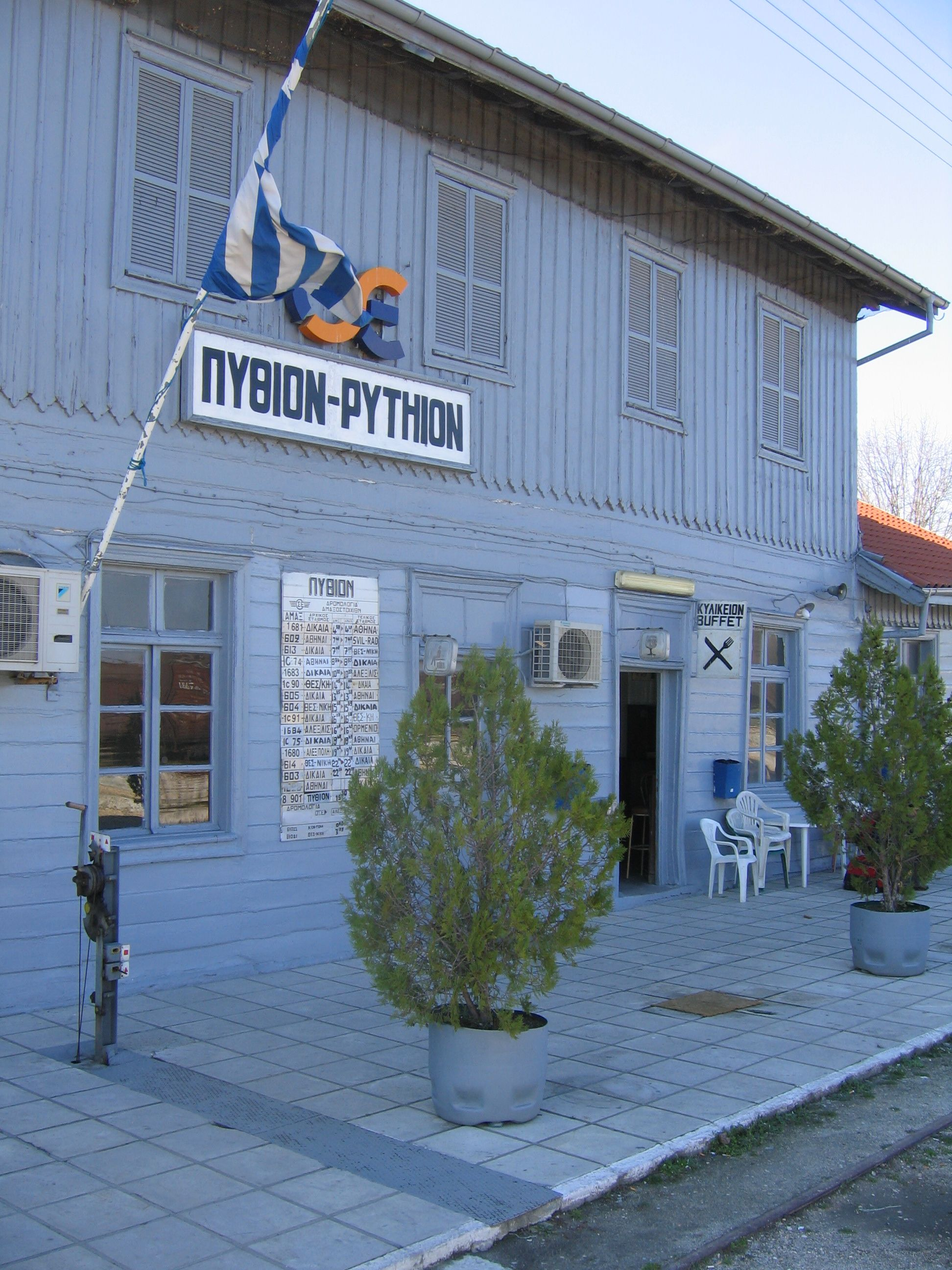
Empfangsgebäude des Bahnhofs Pythio

Der Bahnhof Pythio wurde im Zuge des Baus der Bahnstrecke İstanbul Sirkeci–Swilengrad durch die Orientbahn 1872 eröffnet. Nach der Annexion West-Thrakiens durch Griechenland in der Folge des Ersten Weltkriegs wurde die Strecke nördlich von Pythio griechisch und als Verlängerung der hier in sie einmündenden Strecke Swilengrad (Bulgarien)–Alexandroupoli–(Thessaloniki) betrieben. Der Bahnhof wurde außerdem griechischer Grenzbahnhof für die einzige Bahnstrecke zwischen Griechenland und der Türkei. Sie erreicht nach Querung des Evros nach wenigen Kilometern den türkischen Grenzbahnhof Uzunköprü.

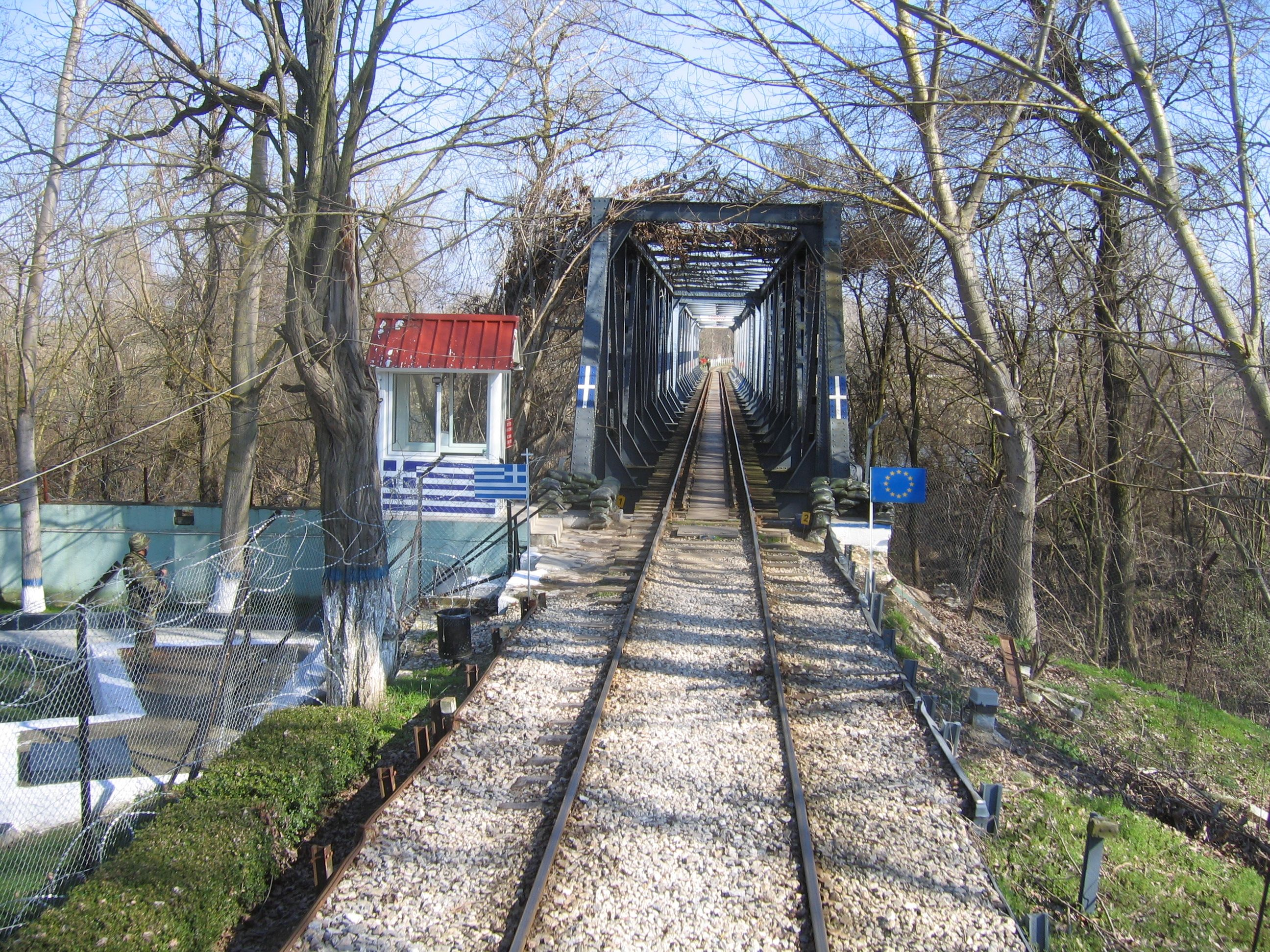
Grenzbrücke zwischen Griechenland und der Türkei

Den Grenzübergang nutzten im planmäßigen Personenverkehr bis zum 13. Februar 2011 täglich zwei Zugpaare: Der Dostluk/Filia Express, ein Nachtzug auf der Verbindung Thessaloniki–Istanbul–Thessaloniki, der Schlafwagen führte, und der Tagzug Istanbul–Pythion–Istanbul, der aus nur einem Wagen bestand. Seitdem  ruht hier aus wirtschaftlichen Gründen jeglicher grenzüberschreitender Eisenbahnverkehr.